# Luigi Pisani
Luigi Pisani (Agropoli, 3 settembre 1981) è un attore italiano.

## Biografia
Si diploma nel 2005 alla Scuola "Teatro Azione" di Roma e comincia subito la sua carriera teatrale:
Nel 2008 entra nella compagnia dei giovani del TSA. Dal 2011 è nella compagnia di prosa di M. Ranieri che lo dirige sia a teatro nello spettacolo Riccardo III di W. Shakespeare che in tv su Rai 1 in tre commedie di Eduardo De Filippo, dove recita al fianco di attrici del calibro di Mariangela Melato e Monica Guerritore. Nella stagione 2013/14 fa parte della compagnia "Le vie del teatro in terre di Siena" con cui mette in scena due spettacoli su Byron e Tasso che lo vedono protagonista sotto la guida di M. Filiberti. Dal 2017 inizia una collaborazione col regista G. Zito che lo dirige nel ruolo di Orlando nella versione rivisitata dell'Orlando Furioso di Ariosto, nel ruolo di Don Giovanni dall'omonima opera di Puškin e nel ruolo di san T. Becket nello spettacolo La carezza del fuoco tratto da Assassinio nella cattedrale di T. S. Eliot. Nel 2018 fa il suo esordio come regista teatrale con la commedia A volte un gatto di C.C ensi, alla quale seguono altre due commedie: Credici ancora prof di A. Romano e Un giorno dopo l'altro scritta dallo stesso Pisani.
In TV è coprotagonista in Gomorra2 / 3 la serie e in fiction di successo quali Squadra antimafia 7e Il clan dei camorristi.
Nel 2010 Pisani fa il suo debutto al cinema da protagonista, diretto da Mario Martone nel kolossal sul Risorgimento italiano: Noi credevamo con T. Servillo, L. Lo Cascio e L. Zingaretti. Per il grande schermo viene diretto anche da M. Filiberti e C. De Caro in Cain e Acqua di marzo.
Dal 2017 è docente di recitazione presso l'Accademia Bernini di Ariccia ed è uno degli insegnanti/fondatori della “Prima scuola della commedia all’italiana” con sede al Teatro dei Contrari e promossa dal Teatro de' Servi di Roma.

## Filmografia

### Cinema
- Noi credevamo, regia di Mario Martone (2010)
- Cain, regia di Marco Filiberti (2014)
- Acqua di marzo, regia di Ciro de Caro (2015)

### Televisione
- Gomorra 2 / Gomorra 3 - la serie
- Il clan dei camorristi - Serie TV
- Squadra antimafia 7 - serie TV, episodio: 7x08 (2015)
- Filumena Marturano di Eduardo De Filippo. Regia Massimo Ranieri  (2012)
- Napoli Milionaria di Eduardo De Filippo. Regia Massimo Ranieri  (2012)
- Sabato domenica e lunedì  di Eduardo De Filippo. Regia Massimo Ranieri  (2012)
- Tracy e Polpetta - Serie TV (st.2-4)